# I Still Have Dreams
| Recensione | Giudizio |
| ---------- | -------- |
| AllMusic   | [ 2 ]    |

I Still Have Dreams è il terzo album discografico solistico di Richie Furay, pubblicato dall'etichetta discografica Asylum Records nel novembre del 1979.

## Tracce

### LP
Lato A (6E-231-A SP)
1. Oooh Child – 3:25 (Richie Furay, David Diggs)
2. Lonely Too Long – 3:28 (Felix Cavaliere, Eddie Brigati)
3. Island Love – 3:33 (Richie Furay)
4. Come On – 3:07 (Richie Furay, David Diggs)
5. I Was a Fool – 4:12 (Billy Batstone)

Lato B (6E-231-B SP)
1. I Still Have Dreams – 3:25 (Billy Batstone)
2. Satisfied – 3:55 (Richie Furay, Gabriel Katona)
3. Headin' South – 3:46 (Richie Furay)
4. Oh Mary – 2:57 (Billy Batstone)
5. What's the Matter, Please? – 3:32 (Richie Furay, Gabriel Katona)

## Musicisti
The Band:
- Richie Furay - voce, chitarra acustica
- Richie Furay - cori (brani: Oooh Child / Island Love / Come On / I Was a Fool / I Still Have Dreams / What's the Matter, Please?)
- Richie Furay - armonie vocali (brano: Satisfied)
- Waddy Wachtel - chitarra elettrica
- Waddy Wachtel - chitarra solista (brani: Oooh Child / Lonely Too Long / I Was a Fool / I Still Have Dreams / Headin' South / Oh Mary)
- Waddy Wachtel - chitarra slide (brani: Island Love / Come On)
- Dan Dugmore - chitarra elettrica
- Dan Dugmore - chitarra solista (brani: I Still Have Dreams / Headin' South / Oh Mary)
- Dan Dugmore - chitarra steel (brano: Headin' South)
- Craig Doerge - tastiere
- Leland Sklar - basso
- Russ Kunkel - batteria, percussioni

Musicisti aggiunti
- Timothy B. Schmidt - cori (brani: Oooh Child / Come On / I Still Have Dreams / What's the Matter, Please?)
- Randy Meisner - cori (brani: Oooh Child / Come On / I Still Have Dreams / What's the Matter, Please?)
- Rosemary Butler - cori (brani: Oooh Child / Lonely Too Long / Satisfied / Headin' South)
- Venetta Fields - cori (brani: Oooh Child / Lonely Too Long / Satisfied / Headin' South)
- William D. Smith - organo (brano: Lonely Too Long)
- John David Souther - armonie vocali (brano: I Was a Fool)
- John David Souther - cori (brano: I Was a Fool)
- Craig Fuller - cori (brani: I Was a Fool / I Still Have Dreams)
- Billy Batstone - cori (brano: I Still Have Dreams)

Note aggiuntive
- Val Garay - produttore
- Ron Coro - art direction e design copertina album originale
- Jim Shea - foto copertina album originale[4]

## Classifica
Singoli
| Anno | Titolo del brano    | Classifica         | Posizione raggiunta |
| ---- | ------------------- | ------------------ | ------------------- |
| 1979 | I Still Have Dreams | Billboard Hot 100  | 39                  |
| 1979 | I Still Have Dreams | Adult Contemporary | 48                  |